# Kaitlyn Watts
Kaitlyn Watts (* 1. März 2001 in Palmerston North) ist eine neuseeländische Squashspielerin.

## Karriere
Kaitlyn Watts spielte 2017 erstmals auf der PSA World Tour und gewann auf dieser bislang drei Titel. Diese Titel gewann sie alle im Jahr 2021 in Neuseeland, den ersten davon im März, gefolgt von zwei Turniersiegen im Mai. Ihre höchste Platzierung in der Weltrangliste erreichte sie am 13. März 2023 mit Rang 70. Mit der neuseeländischen Nationalmannschaft nahm sie 2018 an der Weltmeisterschaft teil und belegte mit ihr den achten Platz. Auf Juniorenebene gelang ihr 2017 und 2018 der Titelgewinn bei den Ozeanienmeisterschaften.

## Erfolge
- Gewonnene PSA-Titel: 3